# Miroslav Novotný (politik ODS)
Miroslav Novotný (* 29. března 1947) je bývalý český politik, v 90. letech 20. století poslanec České národní rady a Poslanecké sněmovny za ODS.

## Biografie
Ve volbách v roce 1992 byl zvolen do České národní rady za ODS (volební obvod Jihomoravský kraj). Zasedal v ústavněprávním výboru.
Od vzniku samostatné České republiky v lednu 1993 byla ČNR transformována na Poslaneckou sněmovnu Parlamentu České republiky. Zde setrval do konce funkčního období parlamentu, tedy do sněmovních voleb v roce 1996. V sněmovních volbách v roce 1996 nekandidoval, protože oznámil, že se hodlá věnovat podnikání.